# Azuelo
Azuelo là một đô thị trong tỉnh và cộng đồng tự trị Navarre, Tây Ban Nha. Đô thị này có diện tích là 11,06 ki-lô-mét vuông, dân số năm 2007 là 51 người.
Đô thị Azuelo nằm ở độ cao 614 m trên mực nước biển, cách tỉnh lỵ 43 km.

## Biến động dân số
| Biến động dân số                                     | Biến động dân số | Biến động dân số | Biến động dân số | Biến động dân số | Biến động dân số | Biến động dân số | Biến động dân số | Biến động dân số | Biến động dân số | Biến động dân số |
| 1996                                                 | 1998             | 1999             | 2000             | 2001             | 2002             | 2003             | 2004             | 2005             | 2006             | 2007             |
| ---------------------------------------------------- | ---------------- | ---------------- | ---------------- | ---------------- | ---------------- | ---------------- | ---------------- | ---------------- | ---------------- | ---------------- |
| 63                                                   | 60               | 55               | 55               | 52               | 53               | 50               | 46               | 43               | 42               | 51               |
| Nguồn: Azuelo et instituto de estadística de navarra |                  |                  |                  |                  |                  |                  |                  |                  |                  |                  |